# حكومة سليم الحص الأولى
الحكومة اللبنانية الثانية والخمسون بعد الاستقلال، والأولى بعهد الرئيس إلياس سركيس، وهي أول حكومة يترأسها سليم الحص. شكلت الحكومة بموجب المرسوم رقم 3 بتاريخ 9 كانون الأول / ديسمبر 1976، ونالت الثقة بموجب 66 صوتاً بالإجماع، واستقالت الحكومة بتاريخ 16 تموز / يوليو 1979.

## أعضاء الحكومة
- سليم الحص رئيساً لمجلس الوزراء ووزيراً للإعلام ووزيراً للاقتصاد والتجارة ووزيراً للصناعة والنفط.
- فؤاد بطرس نائباً لرئيس مجلس الوزراء ووزيراً للخارجية والمغتربين ووزيراً للدفاع الوطني.
- صلاح سلمان وزيراً للداخلية والبلديات ووزيراً للإسكان والتعاونيات.
- أمين البزري وزيراً للأشغال العامة والنقل ووزيراً للسياحة.
- فريد روفايل وزيراً للبرق والبريد والهاتف ووزيراً للعدل ووزيراً للمالية.
- أسعد رزق وزيراً للتربية الوطنية والفنون الجميلة ووزيراً للزراعة ووزيراً للعمل والشئون الاجتماعية.
- ميشال ضومط وزيراً للتصميم العام.
- إبراهيم شعيتو وزيراً للصحة العامة ووزيراً للموارد المائية والكهربائية.

### تعديلات حكومية
- في 3 شباط / فبراير 1977 عين ميشال ضومط بالإضافة لمنصبة وزيراً للزراعة ووزيراً للصناعة والنفط.
- في 20 كانون الأول / ديسمبر 1977 عين وزيراً جديداً وجرى تعديل وزاري محدود بإضافة وزارات لوزراء وبقاء بقية الوزراء بمناصبهم، وكان التغيير كالتالي:
  - فكتور خوري وزيراً للدفاع الوطني.
  - أمين البزري وزيراً للزراعة ووزيراً للأشغال العامة والنقل ووزيراً للسياحة.
  - أسعد رزق وزيراً للتربية الوطنية والفنون الجميلة ووزيراً للعمل والشئون الاجتماعية ووزيراً للصناعة والنفط.

## وصلات خارجية
- موقع رئاسة مجلس الوزراء الرسمي